# Monts Laramie
Pour les articles homonymes, voir Laramie.
Les monts Laramie sont un massif montagneux des Rocheuses situé dans le Wyoming et le Colorado, aux États-Unis, et culminant à 3 353 mètres d'altitude à South Bald Mountain.